# Julius Robert von Mayer
Julius Robert von Mayer (ur. 25 listopada 1814 w Heilbronn, zm. 20 marca 1878 tamże) – niemiecki lekarz i fizyk; współodkrywca zasady zachowania energii i pierwszej zasady termodynamiki. Laureat Medalu Copleya (1871).

## Życiorys
Studiował medycynę na Uniwersytecie Eberharda Karola w Tybindze, gdzie w 1838 uzyskał tytuł lekarza. Zdał egzamin na lekarza okrętowego i w 1840 roku udał się w rejs do Indonezji. Wtedy, przebywając w okolicach Jawy, sformułował zasadę zachowania energii w formie zgodnej z treścią pierwszej zasady termodynamiki, używając jej do uzasadnienia przemiany materii w organizmach żywych. Wywnioskował ją z obserwacji, że krew z żyły w tropikach jest jaśniejsza niż w strefie umiarkowanej, co świadczy o mniejszej intensywności spalania. Określił również mechaniczny równoważnik ciepła. Po powrocie w 1841 próbował opublikować swoją pracę w Annalen der Physik und Chemie, ale została odrzucona. W 1842 jego pracę opublikował Annalen der Chemie und Pharmacie. Odkrycie to nie znalazło zrozumienia, co spowodowało u Mayera próbę samobójczą w 1850. Jej efektem było trwałe kalectwo. Został umieszczony w zakładzie dla umysłowo chorych. Zmarł na gruźlicę. W 1862 John Tyndall uznał pierwszeństwo Mayera przed Joule'em w odkryciu zasady zachowania energii.